# ダブルデイ
ダブルデイ（英: The Doubleday Publishing Group）は、世界有数の出版社の1つ。

## 歴史
1897年、フランク・ネルソン・ダブルデイと雑誌の出版社を営んでいたサミュエル・マクルーアがDoubleday & McClure Companyとして創業した。初期のベストセラーとしては、ラドヤード・キップリングのThe Day's Work（短編集）、サマセット・モームやジョゼフ・コンラッドの作品があった。後にセオドア・ルーズベルト・ジュニアが副社長に就任している。
1900年、ウォルター・ハインズ・ページが経営に加わり、Doubleday, Page & Companyとなった。1922年には、創業者の息子 ネルソン・ダブルデイが経営に加わった。
1927年、ダブルデイはGeorge H. Doran Companyと合併し、Doubleday, Doranと改称した。これで英語圏で最大の出版社となった。1946年、Doubleday and Companyと改称。当時、ジョン・サージェントが会長兼CEOを務め、息子が出版部門の副社長を務めていた。
1986年、ダブルデイはベルテルスマンに身売りした。1988年、Bantam Doubleday Dell Publishing Groupの一部となり、1998年にはランダムハウスの一部門となった。

## 有名な編集者
- Dean Giles Mgregor
- Stewart 'Sandy' Richardson
- ジャクリーン・ケネディ・オナシス

## インプリント
以下は、ダブルデイ傘下のインプリントである（過去に存在したものも含む）。
- Anchor Books - 書店向けペーパーバックを出版していた。名前の Anchor（錨）は（イルカと共に）ダブルデイのロゴになっていた。現在はKnopf Publishing GroupのVintage Anchorとなっている。
- Blakiston Co. - 医学/科学の専門書。1947年にマグロウヒルに売却。
- Blue Ribbon Books - 1939年、Reynal & Hitchcockから購入。
- The Crime Club - 推理小説や探偵小説を専門とし、サックス・ローマーのフー・マンチューシリーズ、レスリー・チャータリスのサイモン・テンプラーシリーズで有名。
- Garden City Publishing Co. - 元々はネルソン・ダブルデイが独自に創業。ダブルデイの過去の本を、同じ原版を使ってもっと安い紙に印刷して販売していた。ニューヨーク州ロングアイランドの村の名前を冠しており、1986年までそこにダブルデイの本社があった
- Image books - 現在もDoubleday Religious Publishingの一部。
- Nan A. Talese/Doubleday - 1990年に設立された文学専門インプリント。Taleseは当時のダブルデイ副社長でこのインプリントの編集長の名前。
- Permabooks - 1948年に設立されたペーパーバック部門。
- Rimington & Hooper - 高品質の限定版。
- Triangle Books - Reynal & Hitchcockから1939年に購入。チェーン店など向けに安価な本を販売。
- Zenith Books - アフリカ系の若年層向け。

## 直営書店
- Doubleday Bookstoreは現在はWaldenbooksの一部となっている。